# Charles Géronimi
Pour les articles homonymes, voir Géronimi.
Charles Jean Louis Géronimi, né le 8 février 1895 à Villepreux et mort le 9 novembre 1918 à Souilly (Meuse), est un footballeur français évoluant au poste de milieu de terrain. Il a un frère Georges Géronimi, également footballeur international (une sélection contre la Suisse en 1911).
Charles Géronimi évolue à l'AF Garenne-Colombes lorsqu'il connaît sa première et unique sélection en équipe de France de football le jour de ses 19 ans. Il affronte le 8 février 1914 l'équipe du Luxembourg de football lors d'un match amical à Luxembourg. Les Luxembourgeois remportent le match sur le score de 5-4, Géronimi marquant le troisième but français.
Appartenant au 501e régiment de chars de combat, ce maréchal des logis lors de la Première Guerre mondiale est blessé à la cuisse gauche par un éclat d’obus en août 1915 puis soigné à l’hôpital annexe du Grand Séminaire sur Cocagne, à Avignon. De retour au combat, il meurt des suites de ses blessures deux jours avant l’armistice le 9 novembre 1918 à Souilly,.